# Pica de Kozlov
La pica de Kozlov (Ochotona koslowi) és una espècie de rosegador de la família dels ocotònids. És endèmica de l'oest de la Xina (Qinghai i Xinjiang), on viu a altituds d'entre 4.200 i 4.800 msnm. Es tracta d'un animal diürn que s'alimenta de matèria vegetal. El seu hàbitat natural és la tundra de prats alpins. Està amenaçada per la fragmentació del seu medi.
Aquest tàxon fou anomenat en honor del viatger i explorador rus Piotr Kozlov.